# ماريون فيرا كوثبرت
ماريون فيرا كوثبرت (بالإنجليزية: Marion Vera Cuthbert)‏ هي مقالاتية وكاتِبة وشاعرة أمريكية، ولدت في 1896، وتوفيت في 1989.